# Дехтерёв, Борис Александрович
Борис Александрович Дехтерёв (1908—1993) — советский график, художник-иллюстратор, педагог. Народный художник РСФСР (1966). Лауреат Сталинской премии второй степени (1947).

## Биография
Родился  (13) июня 1908 года в Калуге.
В 1925—1926 годах учился в студии Д. Н. Кардовского, в 1926—1930 годах на живописном факультете ВХУТЕИНа.
Работал в издательстве «Детская литература» (на протяжении 32 лет с 1945 года) главным художником. В 1935—1937 годах — ассистент профессора А. И. Кравченко в ГМИИ имени А. С. Пушкина, с 1948 года заведующий кафедрой графики в МГАХИ имени В. И. Сурикова, профессор (1949). «Школа Дехтерёва» определила развитие книжной графики страны.
Член-корреспондент АХ СССР (1975).
Работал преимущественно в технике карандашного рисунка и акварели.
Умер 30 октября 1993 года. Похоронен на Переделкинском кладбище.

## Творчество
Б. А. Дехтерёв был одним из первых графиков, обратившихся к иллюстрированию книг о современной жизни. Он иллюстрировал и оформлял книги М. Горького, И. С. Тургенева, М. Ю. Лермонтова, А. П. Гайдара, Шекспира, Апулея, сказки А. С. Пушкина («Сказка о царе Салтане», «Сказка о Рыбаке и Рыбке», 1951), Ш. Перро («Кот в сапогах») и др., сказки «Мальчик-с-пальчик», «Дюймовочка», «Золушка», «Красная Шапочка» (1949), «Синяя птица» М. Метерлинка, «Хижина дяди Тома» Г. Бичер-Стоу, «Цемент» Ф. В. Гладкова, «Как закалялась сталь» Н. А. Островского. Создал также серию рисунков на темы истории КПСС и рисунки к книгам, посвящённым жизни советских вождей: «Встречи с товарищем Сталиным» Г. Ф. Байдукова (1938), «Детские и школьные годы Ильича» А. И. Ульяновой, «Шалаш» А. Т. Кононова и др.
Из последних книг, иллюстрированных Б. А. Дехтерёвым:
- Петрарка Ф. Избранная лирика (Детская литература, 1970)
- Волшебная флейта. Сказка по мотивам поэмы Кристофера Виланда. Пересказ с немецкого Н. Дехтерева (Детская литература, 1978).
- Роман о Тристане и Изольде в переводе на современный французский язык Ж. Бедье (Детская литература, 1985)
- Сказки русских писателей (Детская литература, 1991)

## Награды и премии
- Заслуженный деятель искусств РСФСР (1946).
- Народный художник РСФСР (1966).
- Сталинская премия второй степени (1947) — за иллюстрации к повести М. Горького «Детство».
- Государственная премия РСФСР имени Н. К. Крупской (1972) — за иллюстрации и оформление книг «Детство» М. Горького и «Записки охотника» И. С. Тургенева.
- Орден Трудового Красного Знамени (31 мая 1978) — за заслуги в развитии советского изобразительного искусства и в связи с семидесятилетием[3].
- Медаль «За доблестный труд в Великой Отечественной войне 1941-1945 гг.».